# Puilboreau
Puilboreau är en stad och kommun i Frankrike i La Rochelles nordöstra förorter. Den ligger i departementet Charente-Maritime. Périgny ligger i regionen Nouvelle-Aquitaine.
I Puilboreau finns det största köpcentret av alla i La Rochelles förorter, Zone commerciale de Beaulieu, som även är störst i hela departementet Charente-Maritime. År 1970 blev det departementets största köpcentrum.
Puilboreau har 5 101 invånare och är den artonde största orten i Charente-Maritime. År 1946 hade orten ungefär 1 100 invånare och drygt 2 100 invånare år 1975.
Dess invånare kallas på franska Puilboraines (f) och Puilborains (m).

## Befolkningsutveckling
Antalet invånare i kommunen Puilboreau
| Referens: INSEE |